# Jan Svěrák
Jan Svěrák, född 6 februari 1965 i Žatec i Socialistiska republiken Tjeckoslovakien, är en  tjeckisk regissör och filmproducent, 
Svěrák växte upp i den tjeckiska filmvärlden som son till den stora manusförfattaren och skådespelaren Zdeněk Svěrák. Han studerade dokumentärfilm vid universitetet i Prag och utexaminerades  1988. 1989 vann han det mest prestigefulla priset i sin kategori, studenternas Oscar för bästa utländska film med filmen Ropaci (Oil Gobblers). Hans film Grundskolan var Oscarsnominerad som bästa utländska film.

## Filmografi
- 1991 - Grundskolan (Obecná škola)
- 1994 - Akumulator
- 1994 - Jízda
- 1996 - Kolya
- 2001 - Det djupa blå (Tmavomodrý svet)
- 2007 - Livet i återvinning (Vratné lahve)
- 2010 - Kooky (Kuky se vrací)